# Repó
A repó értékpapír-visszavásárlási megállapodás. Két ellentétes irányú adásvételi ügylet együttese, melynek keretében az eszköz (legtöbbször állampapír) a jelenben gazdát cserél, s egyúttal egy jövőbeli, ellentétes ügyletet is megkötnek meghatározott időpontra és ár mellett. Célja rövid futamidejű hitelnyújtás, illetve betételhelyezés.
A repó ügyletek hasznosak lehetnek likviditási problémák kezelésére. A hatékony repó piac segíti a központi bankok transzmissziós mechanizmusainak megfelelő működését, képes biztosítani a teljes pénzügyi rendszer számára elengedhetetlen likviditást. A jegybank repóügyletek révén likviditást vonhat ki, vagy nyújthat a bankrendszer számára.

## A szó eredete
A szó az angol repurchase operation kifejezés összerántásából származik.

## Időtartam
Az eladás és visszavásárlás közötti időtartam akár több hónap is lehet, de a leggyakoribb az egynapos. A visszavásárlás a legtöbb esetben magasabb árfolyamon történik, mint az eladás. A két ár különbözetét repókamatnak is nevezik.

## A résztvevők megnevezései
A két fél megnevezése lehet az értékpapír szempontjából a vevő, illetve az eladó. Pénzpiaci terminológiával pedig a kölcsönadó és a kölcsönfelvevő elnevezés használatos. 

## Passzív repó
Olyan értékpapír-visszavásárlási megállapodás, mely során a jegybank értékpapírt (rendszerint állampapírt) ad el, s azt az ügylet megkötésekor rögzített időpontban és ár mellett egy jövőbeli időpontban visszavásárolja. A passzív repó felfogható egyfajta betételfogadásnak is, melynek során a jegybank likviditást von ki a bankrendszerből.

## Aktív repó
Olyan értékpapír-visszavásárlási megállapodás, melynek során a jegybank értékpapírt (rendszerint állampapírt) vásárol, s azt az ügylet megkötésekor rögzített időpontban és ár mellett a jövőben eladja ugyanazon félnek, akitől azt vásárolta.

## További típusok

### Futamidő
A futamidő szempontjából a repó lehet rögzített és a nyitott futamidejű. A nyitott futamidejű repók esetén bármelyik fél kérvényezheti az ügylet lezárását bizonyos – általában két napos – felmondási határidővel. A rögzített futamidejű repók esetében az ismert lejárati idő következtében előre kalkulálható a fizetendő kamat. Ezzel szemben a nyitott futamidejű repóknál a teljes fizetendő kamat nem ismert, gyakran naponta változik a repókamatláb, melyet gyakran havonta fizetnek.

### Fedezet
A fedezet tulajdonjoga szempontjából megkülönböztetünk szállításos vagy óvadéki repókat. A szállításos repó esetén a tulajdonjog az ügylet idejére átkerül kerül a vevőhöz, mely egyben azt is jelenti, hogy az ügylet alatt az szabadon rendelkezhet felette. Ez magában rejti azt is, hogy – amennyiben ezzel ellentétesen nem rendelkezik a felek közötti megállapodás – akár még el is adhatja az adott értékpapírt. Lejárat idején a vevőnek az eredetivel megegyező tulajdonságokkal rendelkező értékpapírt kell visszaszolgáltatnia. Az óvadéki repó esetében a tulajdonjog az eladónál marad, tehát el nem adhatja, azt egy elkülönített letéti számlán köteles elhelyezni. Óvadéki repó esetében amennyiben a visszavásárlás időpontjában az eladó nem képes eleget tenni fizetési kötelezettségének, abban az esetben az értékpapírok a vevő tulajdonába kerülnek.
A fontosabbak közül beszélhetünk még háromoldalú repóról, részvény-fedezetű repóról, értékpapír-kölcsön repóról, illetve teljes-hitel repóról. A háromoldalú repó esetében egy közvetítő jelenik meg a kölcsönt nyújtó, illetve felvevő között. Ezen harmadik fél végzi a háromoldalú repó esetén a fedezetként szolgáló értékpapír letéti kezelését.

## Kockázatok
A repó ügyletek többnyire biztonságos befektetésnek tekinthetőek fedezettségük miatt. Az ügylet legnagyobb kockázata abban áll, ha az eladónak nem áll módjában visszavásárolni az értékpapírt. Ezen esetekben, az értékpapír tulajdonosa megpróbálhatja eladni azt, hogy általa jusson pénzhez. A fedezetül adott értékpapír értéke azonban a két időpont között csökkenhet is.
Az ilyen kockázatokat hivatott kezelni a fedezetértékelés során alkalmazott „biztonsági sáv” („haircut”). Ennek lényege, hogy a fedezetül adott értékpapírokat nem piaci értékükön számolják el, hanem egy attól elmaradó értékben. A biztonsági sáv vagy „haircut” százalékban kerül kifejezésre.